# Seznam danskih zgodovinarjev
Seznam danskih zgodovinarjev.

## A
- Asger Aaboe
- Sven Aagesen

## G
- Saxo Grammaticus
- N. F. S. Grundtvig

## H
- Ove Høegh-Guldberg

## J
- Sigurd Jensen
- Adolf Ditlev Jørgensen

## L
- Troels Frederik Lund

## M
- Peter Rochegune Munch

## N
- Niels Neergaard

## T
- Anders Thiset